# PHP-Fusion
PHP-Fusion è un leggero content management system (CMS) open source scritto e sviluppato da Nick Jones in PHP.
Usa un database MySQL per immagazzinare il contenuto del sito e possiede un semplice, ma completo sistema di amministrazione.
PHP-Fusion include caratteristiche comuni a molti CMS.
A partire dal 2006, PHP-Fusion supporta circa una dozzina di lingue oltre all'inglese.
È distribuito sotto i termini della GNU Affero General Public License.

## Caratteristiche
PHP-Fusion ha le seguenti principali caratteristiche:
- News
- Articoli
- Pagine Personali (personalizzabili)
- Forum
- Galleria fotografica
- Web Link
- Download
- FAQ
- Sondaggi
- Shoutbox
- Messaggi Privati
- Temi
- Motore interno di ricerca

PHP-Fusion È disponibile per i proprietari dei proprietari di siti che girano su php, come awrasaljazair.com, come consentito offre agli utenti l'opportunità di espandere i pacchetti standard con le così chiamate "infusions". Queste infusion possono essere facilmente caricate, installate ed amministrate. Ci sono molte infusion disponibili, molte di esse sono state anche controllate per funzionare con PHP-Fusion e possono essere trovate anche nel database ufficiale delle Mods Archiviato il 4 luglio 2008 in Internet Archive. (infusion e modifiche) di PHP-Fusion. Oltre alle infusion, ci sono le mods, che alterano maggiormente il cuore del codice, e i pannelli, che appaiono in ognuna delle barre laterali. Questi sono largamente disponibili, e controllati e inviati al database delle mod di PHP-Fusion Archiviato il 4 luglio 2008 in Internet Archive..
PHP-Fusion permette anche la creazione di temi per usarli all'interno del sito web, senza troppe difficoltà. Ci sono due file, theme.php e styles.css, nei quali gran parte del tema può essere definito ed alterato.

## Versione 6
La versione più utilizzata del CMS, pienamente stabile, la più recente è la v6.01.18, pubblicata a dicembre 2008.

## Versione 7
PHP-Fusion 7 è stato pubblicato nel maggio 2008, prima in versione beta e quindi RC a seguire, la versione definitiva esce ad agosto 2008 con il nome ufficiale di PHP-Fusion Core 7 Edition Final. Ci si aspettava che venisse distribuito alla fine del 2007, mentre a marzo 2008 i lavori erano ancora in corso.
Alcune caratteristiche di PHP-Fusion sono:
- Nuovo sistema BBCode
- Estensioni di amministrazione
- Protezione da spam
- Nuovo layout nei forum
- Gruppi di moderatori di forum
- Strumenti di amministrazione migliorati
- Conformità XHTML
- Nuovo motore di temi
- Hash doppio su login
- Sicurezza generale migliorata
- Amministrazione degli smiley
- Ricerca modulare

## Localizzazione
L'ambiente è localizzato in una quindicina di lingue e per quanto riguarda l'italiano possiede un sito web di supporto elencato nei collegamenti esterni. All'interno di questo sito si trova una docuwiki (nome dato dagli autori) dove gli utenti possono inserire informazioni relative all'uso dell'ambiente.

## Siti di supporto
Al momento esistono 19 siti di supporto.
- Arabia, su awrasaljazair.com. URL consultato il 28 febbraio 2009 (archiviato dall'url originale il 17 maggio 2008).
- Belgio, su phpfusion-nederlands.info.
- Brasile, su phpfusion-br.com. URL consultato il 28 febbraio 2009 (archiviato dall'url originale il 25 marzo 2014).
- Danimarca, su php-fusion.dk.
- Repubblica Ceca, su phpfusion.cz. URL consultato il 28 febbraio 2009 (archiviato dall'url originale il 12 luglio 2020).
- Francia, su phpfusion-fr.com. URL consultato il 28 febbraio 2009 (archiviato dall'url originale l'8 settembre 2008).
- Germania, su phpfusion-support.de.
- Ungheria, su php-fusion.co.hu.
- Iran, su fusion.alaviweb.com. URL consultato il 28 febbraio 2009 (archiviato dall'url originale il 6 gennaio 2009).
- Italia, su phpfusion.it. URL consultato il 18 Giugno 2021.
- Paesi Bassi, su phpfusion-nederlands.info.
- Norvegia, su phpfusion-no.com. URL consultato il 28 febbraio 2009 (archiviato dall'url originale il 24 ottobre 2018).
- Polonia, su php-fusion.pl.
- Romania, su phpfusion.ro.
- Russia, su netck.ru.
- Repubblica Slovacca, su php-fusion.sk. URL consultato il 28 febbraio 2009 (archiviato dall'url originale il 23 giugno 2010).
- Spagna, su php-fusion.es.
- Svizzera, su php-fusion.se. URL consultato il 28 febbraio 2009 (archiviato dall'url originale il 10 agosto 2020).
- Turchia, su phpfusion-tr.com.